# アワー・メイビル
- アワー・マビール[1][2]
- アワー・マビル

アワー・ブル・メイビル（英語: Awer Bul Mabil、1995年9月15日 - ）は、ケニア・カクマ出身のサッカー選手。スイス・スーパーリーグ・グラスホッパーズ所属。オーストラリア代表。ポジションはFW。

## クラブ歴
2012年にキャンベルタウン・シティSCで選手となった。スピードとドリブルで相手ディフェンダーを次々と抜いていく能力の高さを買われ、半年でAリーグのアデレード・ユナイテッドFCに引き抜かれた。2013年1月11日にAリーグ初出場を記録した。
2015年7月にFCミッティランに130万豪ドル超えとみられる移籍金で加入。10月16日の試合でダニエル・ロイヤーに代わって投入されて移籍後初出場を記録した。22日にはUEFAヨーロッパリーグ 2015-16のSSCナポリ戦でミッケル・ドゥールンに代わって途中投入され、UEFA主催試合初出場も記録した。
2016年8月に出場機会を確保し経験を積むためにエスビャウfBに期限付き移籍。8日に移籍後初出場を果たしたものの、44分に退場となった。同シーズンにエスビャウは降格したため退団となった。翌2017年7月にFCパソス・デ・フェレイラに期限付き移籍。パソス・デ・フェレイラもシーズン末に降格した。
以後はミッティランに復帰、復帰後6試合で1得点2アシストを記録。11月11日の試合では2得点2アシストで5-0の快勝に貢献するなど、活躍を見せるようになった。
2022年6月24日、カディスCFへ完全移籍することが発表された。2023年1月、ACスパルタ・プラハに期限付き移籍。
2023年8月21日、グラスホッパー・クラブ・チューリッヒに移籍した。

## 代表歴
代表は一貫してオーストラリア代表を選択。
初めての代表は2013年8月に行われたCOTIF杯であった。2014年3月には、1年を費やして出生証明書の取得とFIFAによるオーストラリア代表出場認可が通り、オーストラリア代表としてFIFA主催試合に出場できるようになった。2014 AFC U-19選手権では3試合全てに出場した。
ミッティランで活躍すると、グラハム・アーノルド新監督からA代表のトレーニングに呼ばれた。2018年10月16日のクウェート代表との親善試合でマシュー・レッキーに代わって途中出場、この試合で代表初得点を決め、アーノルド監督の初陣の4-0の勝利に花を添えた。この試合では同じ南スーダン難民で幼馴染でもあるトーマス・デンも初代表であったため、この得点の喜びを二人は共に分かち合った。また、試合後には得点を母に捧げた。

## 人物
ケニア北東部のカクマにある難民キャンプで南スーダン人の両親の下に生まれた。5歳頃にサッカーを始めたが、本人は「外に出てその辺りでボールを蹴っていた。しっかりした物じゃなかったけど、他にやる事もなかった。」と述懐している。その後2006年に第三国定住制度によりオーストラリアに移住した。
同じ試合でオーストラリア代表デビューを果たしたトーマス・デンはともに南スーダンにルーツを持ちケニアの難民キャンプで生まれオーストラリア移住後に本格的にサッカーを始めた、似た境遇で育った幼馴染であり、アデレードでは同じ学校に通い同じサッカークラブでプレーするなど幼少時代をともに過ごしている。
2014年の兄とのカクマ難民キャンプ再訪をきっかけに、幼いころ友人たちと岩や棘で傷を負いながら裸足でボールを蹴っていた記憶から、オーストラリア帰国後に協力者とNGO「Barefoot to Boots」を設立。オーストラリアサッカー連盟、カンタス航空や国連難民高等弁務官事務所の支援を受けて、難民キャンプの子どもたちにシューズをはじめとするサッカー用具を贈りあわせて子どもたちの教育や健康を支援する活動を行っている。2019年には同活動により国際プロサッカー選手会から「2018 FIFPro Merit Award」を受賞した。

## 個人成績

### クラブでの成績
2023年3月7日現在 
| クラブ                         | リーグ               | シーズン       | リーグ戦 | リーグ戦 | カップ戦 | カップ戦 | 国際大会 | 国際大会 | その他 | その他 | 合計 | 合計 |
| クラブ                         | リーグ               | シーズン       | 出場     | 得点     | 出場     | 得点     | 出場     | 得点     | 出場   | 得点   | 出場 | 得点 |
| ------------------------------ | -------------------- | -------------- | -------- | -------- | -------- | -------- | -------- | -------- | ------ | ------ | ---- | ---- |
| アデレード・ユナイテッド       | Aリーグ              | 2012-13        | 5        | 0        | -        | -        | -        | -        | -      | -      | 5    | 0    |
| アデレード・ユナイテッド       | Aリーグ              | 2013-14        | 21       | 2        | -        | -        | -        | -        | -      | -      | 21   | 2    |
| アデレード・ユナイテッド       | Aリーグ              | 2014-15        | 21       | 6        | 3        | 1        | -        | -        | -      | -      | 24   | 7    |
| アデレード・ユナイテッド       | クラブ通算           | クラブ通算     | 49       | 8        | 3        | 1        | -        | -        | -      | -      | 52   | 9    |
| ミッティラン                   | 3F スーペル・リーガ  | 2015-16        | 6        | 0        | 1        | 0        | 2        | 0        | -      | -      | 9    | 0    |
| ミッティラン                   | 3F スーペル・リーガ  | 2018-19        | 30       | 6        | 4        | 0        | 5        | 0        | -      | -      | 39   | 6    |
| ミッティラン                   | 3F スーペル・リーガ  | 2019-20        | 34       | 8        | -        | -        | 2        | 0        | -      | -      | 36   | 8    |
| ミッティラン                   | 3F スーペル・リーガ  | 2020-21        | 29       | 1        | 4        | 0        | 10       | 2        | -      | -      | 43   | 3    |
| ミッティラン                   | 3F スーペル・リーガ  | 2021-22        | 9        | 1        | 1        | 1        | 6        | 1        | -      | -      | 16   | 3    |
| ミッティラン                   | クラブ通算           | クラブ通算     | 108      | 16       | 10       | 1        | 25       | 3        | -      | -      | 143  | 20   |
| →エスビャウ (loan)             | 3F スーペル・リーガ  | 2016-17        | 25       | 4        | -        | -        | -        | -        | 4      | 0      | 29   | 4    |
| →エスビャウ (loan)             | クラブ通算           | クラブ通算     | 25       | 4        | -        | -        | -        | -        | 4      | 0      | 29   | 4    |
| →パソス・デ・フェレイラ (loan) | プリメイラ・リーガ   | 2017-18        | 26       | 2        | 3        | 1        | -        | -        | -      | -      | 29   | 3    |
| →パソス・デ・フェレイラ (loan) | クラブ通算           | クラブ通算     | 26       | 2        | 3        | 1        | -        | -        | -      | -      | 29   | 3    |
| →カスムパシャ (loan)           | スュペル・リグ       | 2021-22        | 11       | 2        | -        | -        | -        | -        | -      | -      | 11   | 2    |
| →カスムパシャ (loan)           | クラブ通算           | クラブ通算     | 11       | 2        | -        | -        | -        | -        | -      | -      | 11   | 2    |
| カディス                       | ラ・リーガ           | 2022-23        | 5        | 0        | 1        | 0        | -        | -        | -      | -      | 6    | 0    |
| カディス                       | クラブ通算           | クラブ通算     | 5        | 0        | 1        | 0        | -        | -        | -      | -      | 6    | 0    |
| →スパルタ・プラハ (loan)       | フォルトゥナ・リーガ | 2022-23        | 5        | 0        | 1        | 0        | -        | -        | -      | -      | 6    | 0    |
| →スパルタ・プラハ (loan)       | クラブ通算           | クラブ通算     | 5        | 0        | 1        | 0        | -        | -        | -      | -      | 6    | 0    |
| キャリア総通算                 | キャリア総通算       | キャリア総通算 | 229      | 32       | 18       | 3        | 25       | 3        | 4      | 0      | 276  | 38   |

1. ↑  プレーオフ

### 代表での成績
- 国際Aマッチ 33試合 9得点（2018年-）[34]

| オーストラリア代表 | 国際Aマッチ | 国際Aマッチ |
| 年                 | 出場        | 得点        |
| ------------------ | ----------- | ----------- |
| 2018               | 4           | 2           |
| 2019               | 10          | 2           |
| 2021               | 9           | 2           |
| 2022               | 8           | 2           |
| 2023               | 2           | 1           |
| 2024               |             |             |
| 通算               | 33          | 9           |

### 代表での得点
2023年3月24日現在
| #  | 開催日         | 開催地                        | 対戦国           | スコア | 結果 | 試合概要            |
| -- | -------------- | ----------------------------- | ---------------- | ------ | ---- | ------------------- |
| 1. | 2018年10月14日 | クウェート クウェート市       | クウェート       | 4–0    | 4-0  | 親善試合            |
| 2. | 2018年12月30日 | アラブ首長国連邦 ドバイ       | オマーン         | 3–0    | 5–0  |                     |
| 3. | 2019年1月11日  | アラブ首長国連邦 ドバイ       | パレスチナ       | 2–0    | 3-0  | AFCアジアカップ2019 |
| 4. | 2019年1月15日  | アラブ首長国連邦 アル・アイン | シリア           | 1-0    | 3-2  |                     |
| 5. | 2021年9月2日   | カタール ドーハ               | 中華人民共和国   | 1-0    | 3-0  | 2022 W杯最終予選    |
| 6. | 2021年10月7日  | カタール ドーハ               | オマーン         | 1-0    | 3-1  |                     |
| 7. | 2022年6月1日   | カタール アル＝ワクラ         | ヨルダン         | 2-1    | 2-1  | 親善試合            |
| 8. | 2022年9月22日  | オーストラリア ブリスベン     | ニュージーランド | 1-0    | 1-0  |                     |
| 9. | 2023年3月24日  | オーストラリア シドニー       | エクアドル       | 2-1    | 3-1  |                     |

## タイトル

### クラブ
ミッティラン
- 3F スーペル・リーガ : 1回（2019-20）
- DBU Pokalen : 2回（2018-19, 2021-22)

スパルタ・プラハ
- フォルトゥナ・リガ : 1回（2022-23）